# Zbigniew Iwański
Zbigniew Iwański (né le 4 août 1927 et mort le 3 février 2019) est un athlète polonais, spécialiste du saut en longueur. 

## Biographie
Il remporte la médaille d'argent du saut en longueur lors des championnats d'Europe d'athlétisme de 1954, à Berne en Suisse, devancé par le Hongrois Ödön Földessy.

### Palmarès
| Date | Compétition           | Lieu  | Résultat | Épreuve          | Performance |
| ---- | --------------------- | ----- | -------- | ---------------- | ----------- |
| 1954 | Championnats d'Europe | Berne | 2e       | Saut en longueur | 7,46 m      |

### Records
| Épreuve          | Performance | Lieu  | Date         |
| ---------------- | ----------- | ----- | ------------ |
| Saut en longueur | 7,46 m      | Berne | 28 août 1954 |